# Ю Ес Банк Тауър
Ю Ес Банк Тауър (на английски: U.S. Bank Tower) е небостъргач в Лос Анджелис, щата Калифорния Съединените щати.
Той е 7-ият по височина в страната и най-високият небостъргач на запад от Чикаго. Сградата е висока 310 метра, има 73 етажа и 2 подземни паркинга.
Строителството на небостъргача поглъща 350 млн. долара. То започва през 1987 година и завършва през 1990 година. Сградата е проектирана от Хенри Н. Кобб от архитектурната фирма „Пей Кобб Фрийд и Партнерс“.